# Nadym (město)
Nadym (rusky Нады́м) je město v Jamalo-něneckém autonomním okruhu v Ruské federaci. Nachází se na stejnojmenné řece v severozápadní Sibiři jižně od Obského zálivu. Hlavní město autonomního okruhu Salechard leží 563 kilometrů na severozápad od Nadymu, hlavní oblastní město Ťumeň leží 1225 kilometrů na jih. Nadymu nejbližší město je Novyj Urengoj ležící 200 kilometrů na východ.
V roce 2010 žilo v Nadymu zhruba 46 tisíc obyvatel.
Rozvoj Nadymu je spjat s těžbou zemního plynu. Je zde letiště a také nádraží na zrušené železniční trati Salechard–Igarka.